# アルチル・ロルトキパニゼ
アルチル・ロルトキパニゼ（グルジア語: არჩილ ლორთქიფანიძე、1970年5月7日 – ）は、ジョージアのフェンシング選手。種目はサーブル。トビリシ出身。1996年アトランタオリンピックで男子サーブル個人種目に出場。国内外の多くのクラブで活動した。ソビエト連邦選手権優勝、ワールドカップ決勝進出などの実績がある。
現役引退後はジョージアとアメリカ合衆国でコーチとして指導を行った。アメリカでは2008年に銀メダルを獲得したティム・モアハウスが経営するスクールでエリートサーベルコーチを務め、ヴャチェスラフ・グリゴリエフらとともに働いた。ロルトキパニゼの教え子たちは、2012年カデ・ワールドカップで銀メダルを獲得し、また2012年北米カップやジュニア・オリンピックでメダルを複数獲得する等の成果を上げている。ロルトキパニゼは才能ある教え子をアメリカのナショナルチームや有名大学に送り込み、全米で上位に入る選手を輩出した。